# قرار مجلس الأمن التابع للأمم المتحدة رقم 1052
قرار مجلس الأمن التابع للأمم المتحدة رقم 1052، الذي اعتمد بالإجماع في 18 أبريل 1996، بعد التذكير بالقرارات السابقة المتعلقة بإسرائيل و‌لبنان، بما في ذلك 425 (1978)، دعا المجلس إلى وقف فوري لإطلاق النار خلال حرب لبنان 1996.
أعرب مجلس الأمن عن قلقه إزاء العواقب التي سيخلفها القتال بين إسرائيل ولبنان، والهجمات على الأهداف المدنية التي أسفرت عن خسائر في الأرواح، على عملية السلام في الشرق الأوسط. وشدد على ضرورة احترام القانون الدولي الإنساني فيما يتعلق بحماية المدنين، وأعرب عن قلقه أيضًا لسلامة قوة الأمم المتحدة المؤقتة في لبنان (يونيفيل) بعد هجوم شنته القوات الإسرائيلية على قاعدة في 18 أبريل 1996 أسفر عن مقتل مدنيين.
ودعا القرار إلى وقف الأعمال العدائية، وأيد الحاجة إلى بذل جهود دبلوماسية مستمرة لحل الصراع. وأعاد تأكيد التزامه بسيادة لبنان و‌سلامته الإقليمية واستقلاله، ودعا إلى حماية المدنيين وحرية حركة اليونيفيل. وقدم طلب إلى الدول الأعضاء لتقديم المساعدة الإنسانية إلى السكان المدنيين وللمساعدة في إعادة بناء البلد. وطلب إلى الأمين العام بطرس بطرس غالي أن يبقي المجلس على علم بتطورات الوضع.
وفي نهاية المطاف، تم التوصل إلى وقف لإطلاق النار في 28 أبريل 1996، في التفاهم الإسرائيلي اللبناني لوقف إطلاق النار بين إسرائيل و‌حزب الله.

## وصلات خارجية
- نص القرار على UNHCR.org